# Petronio (torrente)
Il Petronio è un torrente che scorre nella città metropolitana di Genova. 

## Percorso

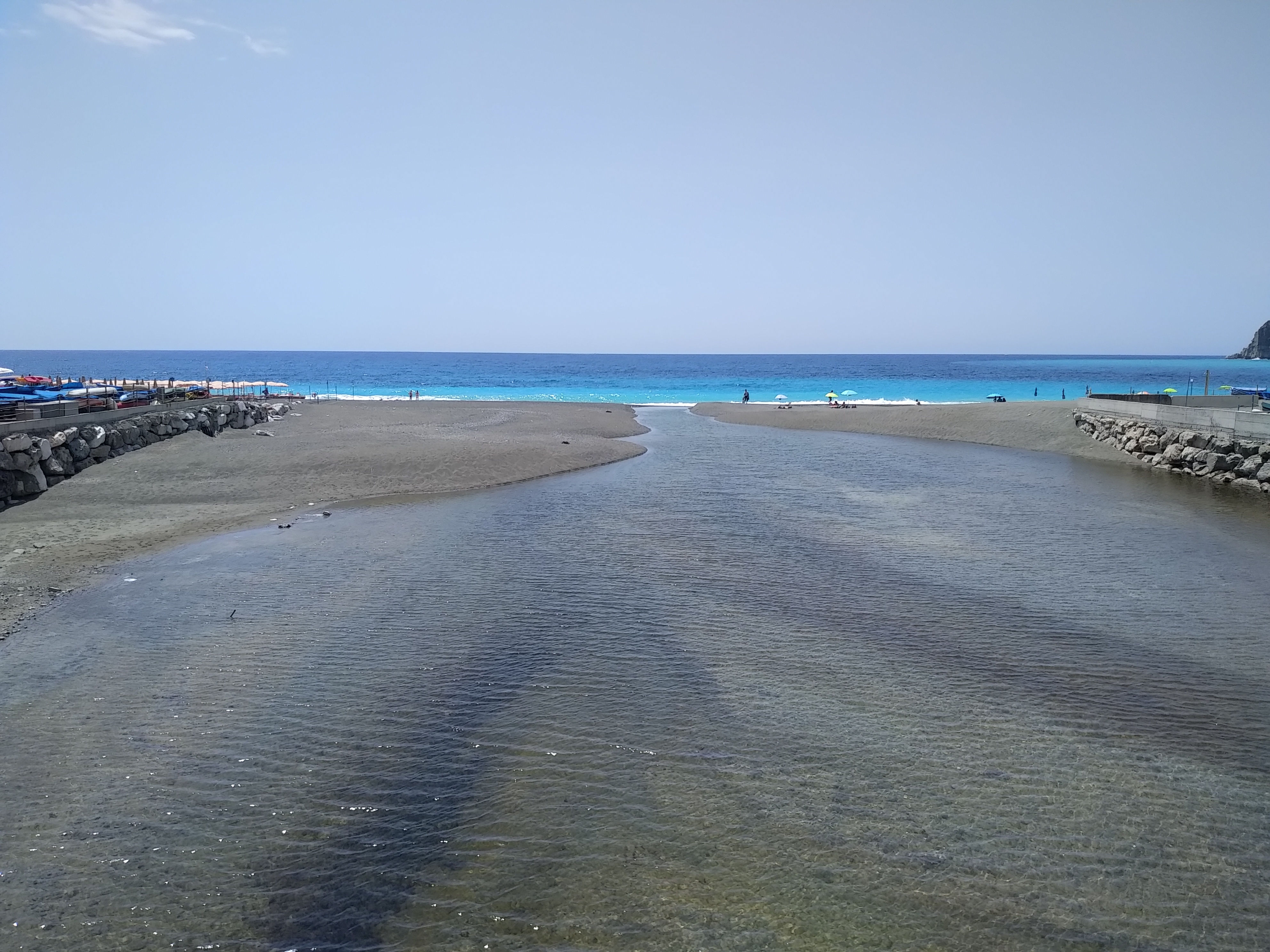
La foce nel Mar Ligure

Nasce dal monte Groppi, non lontano dal passo del Bracco e dal santuario di Velva. Attraversa Casarza Ligure e poi sfocia nel mar Ligure, nella baia di Riva Trigoso, posta fra Punta Manara e punta Baffe, in comune di Sestri Levante.
La lunghezza totale del corso d'acqua è di circa 15 km. 
La val Petronio è percorsa dalla strada Sestri Levante-Velva, che congiunge la costa con Varese Ligure e il parmense mediante la Strada statale 523 del Colle di Centocroci.

## Idrologia
Nei periodi estivi, a causa della siccità, è quasi permanentemente in secca, ed è curioso notare che, nel tratto che attraversa Riva Trigoso, si riempie in verso contrario alla corrente durante le burrasche in mare con forza tale da rompere l'argine di sabbia (solitamente occluso).

### Portate medie mensili

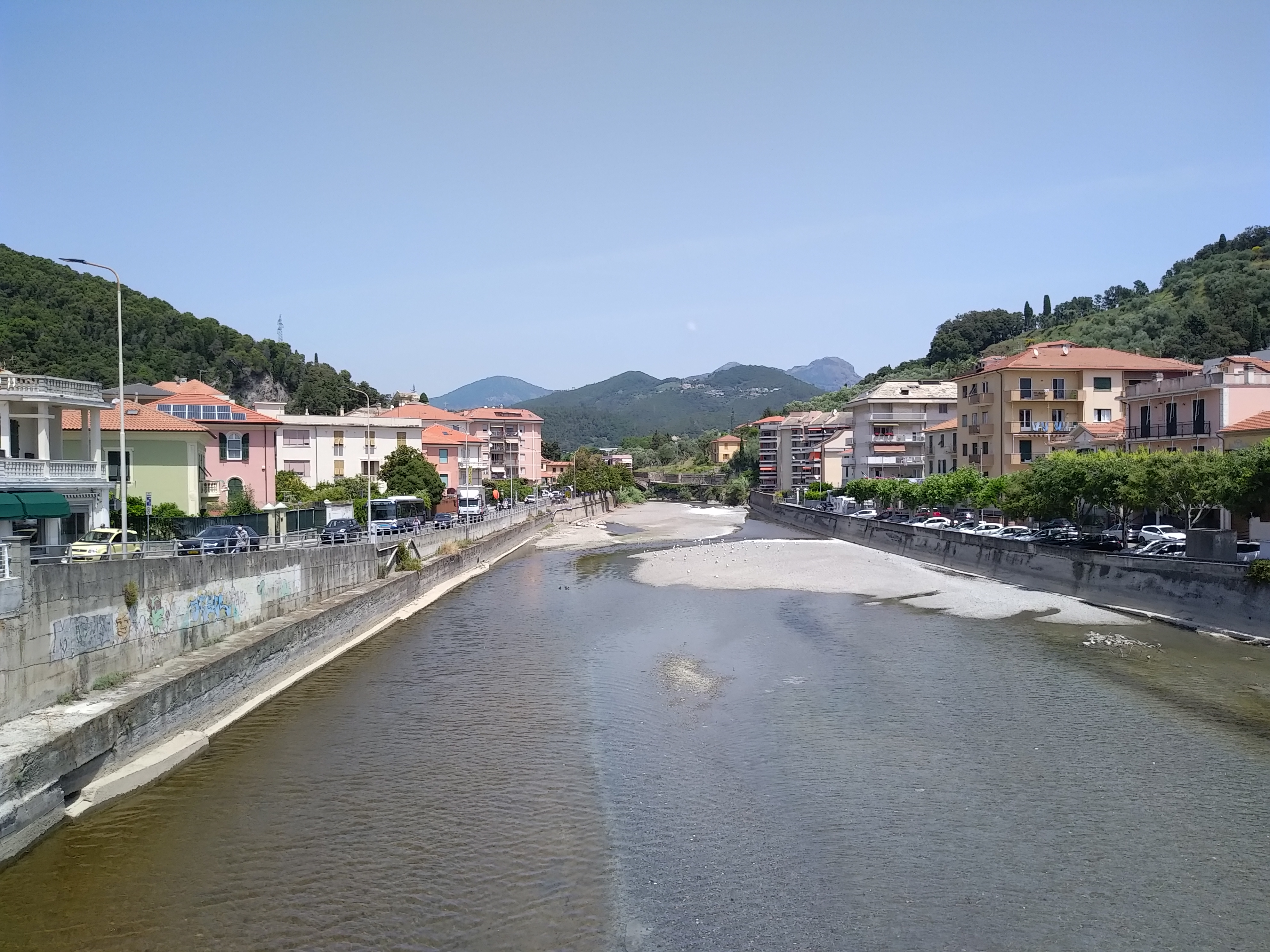
Il Petronio a Riva Trigoso